# Деян Петкович
Деян Петкович (серб. Дејан Петковић, нар. 10 вересня 1972, Майданпек, Соціалістична Федеративна Республіка Югославія) — колишній сербський футболіст.
У рідній країні він широко відомий під прізвиськом Рембо, в той час як в Бразилії його часто називають Пет. Він грав сім разів за югославську збірну, забивши один гол.

## Клубна кар'єра
Зігравши свій перший матч за «Раднички» з міста Ниш у віці 16 років і 15 днів, став наймолодшим (на той момент) гравцем за всю історію чемпіонату Югославії.
Зіграв більше 100 матчів за «Црвену Звезду» у 1991—1995 роках. З 1995 по 1997 рік належав мадридському «Реалу», але за цей період не зміг закріпитися в основі, тому спочатку був відданий в оренду до «Севільї» і потім до «Расинга» (Сантандер).

## Досягнення

### Особисті
- Тричі в кар'єрі потрапляв до символічної збірної «Бразілейрао».
- Забив тисячний гол за «Флуміненсе» в чемпіонатах Бразилії.
- Забив найбільше голів з кутових (т.з. «сухий лист»).
- Був названий Почесним громадянином Ріо-де-Жанейро.
- 20 червня 2010 року призначений Почесним консулом Сербії в Бразилії.
- 20 листопада 2009 він був введений в бразильський Зал слави на Маракані, таким чином ставши лише п'ятим не-бразильцем і третім європейцем, увійшовшим до нього